# Clarendon, Texas
Clarendon là một thành phố thuộc quận Donley, tiểu bang Texas, Hoa Kỳ. Năm 2010, dân số của xã này là 2026 người.

## Dân số
- Dân số năm 2000: 1974 người.
- Dân số năm 2010: 2026 người.